# Renato Sáinz
Renato Sáinz (ur. 14 grudnia 1899, zm. 28 grudnia 1982) – boliwijski piłkarz grający na pozycji pomocnika.

## Kariera klubowa
Karierę przypadającą głównie na lata 1926–1930 spędził w rodzimym klubie Club The Strongest.

## Kariera reprezentacyjna
Renato Sáinz grał w reprezentacji Boliwii w latach dwudziestych i na początku trzydziestych. W 1926 roku uczestniczył w Copa América 1926. Boliwia zajęła na turnieju ostatnie, piąte miejsce a Sáinz wystąpił we wszystkich 4 meczach. Rok później ponownie uczestniczył w Copa América 1927. Boliwia zajęła ostatnie, czwarte miejsce. Renato Sáinz wystąpił tylko w pierwszym meczu z Argentyną.
W 1930 Renato Sáinz uczestniczył mistrzostwach świata 1930. Wystąpił tylko w meczu z Brazylią.